# Vondrove
Vondrove est une commune rurale malgache, dans le district de Beroroha, située dans la partie nord-est de la région d'Atsimo-Andrefana.